# Huhtasaari (ö i Birkaland, Tammerfors)
Huhtasaari är en ö i Finland. Den ligger i sjön Kuhmajärvi och i kommunen Kangasala i den ekonomiska regionen Tammerfors och landskapet Birkaland, i den södra delen av landet, 150 km norr om huvudstaden Helsingfors. Öns area är 8,2 hektar och dess största längd är 0,5 kilometer i sydöst-nordvästlig riktning.